# Contrato de trabalho
O Contrato de Trabalho é a base jurídica entre empregador e empregado, meio de vontade individual e instrumento de preservação da ordem social e integração da ordem jurídica. Dentre suas características, as principais são: natureza privatística, consensualidade, trato sucessivo (princípio da continuidade da relação de emprego) e sinalagmático (existência de contraprestação).
Ressalta-se que o instrumento negocial em estudo pode se consubstanciar por meio de duas modalidades volitivas: a expressa (quando as partes delimitam de maneira prévia e expressa direitos e obrigações decorrentes da relação empregatícia) e a tácita (quando não há acordo prévio entre as partes, mas que, pelo conjunto de atos e omissões, percebe-se a existência de relação de emprego - princípio da primazia da realidade sobre a forma) (art. 442 da CLT).

## Evolução do Contrato de Trabalho no Brasil
Para que seja possível uma melhor compreensão do tema em debate, é necessário ponderar, de maneira sintética, os principais eventos que acarretaram a formação, a consolidação dos contratos de trabalho no Brasil.
Em 1824, a Constituição do Império, inspirada nos princípios da Revolução Francesa, assegurou ampla liberdade para o trabalho e aboliu as corporações de ofício.  Alguns anos depois, em 1850, surge o Código Comercial, que estabeleceu regras relativas ao Direito do Trabalho, sendo, portanto, referência à elaboração dos regramentos posteriores.
Em 1871, iniciou-se a liberdade dos escravizados com a promulgação da Lei do Ventre Livre. Logo depois, em 1885 e em 1888, foram promulgadas a Lei dos Sexagenários e a Lei Áurea. Percebe-se, então, que o trabalho escravo, pelo menos na teoria, foi extinto, momento em que surgiram novas fontes de mão de obra. A partir daí a relação empregatícia se apresentou e começaram a surgir contratos de trabalho.
A nova Constituição, promulgada em 1891, reconheceu alguns direitos aos trabalhadores, como a liberdade de associação e a garantia ao livre exercício de qualquer profissão. Dessa forma, os contratos de trabalho passaram a sofrer, cada vez mais, grande influência externa, principalmente em benefício do trabalhador. Nesse mesmo sentido, em 1919, surgiu a legislação acidentária do trabalho, acolhendo, com algumas limitações, o princípio do risco profissional.
Em 1927, foram limitadas as possibilidades de celebração do contrato de trabalho, pois o Decreto 17.934-A estabeleceu a idade mínima de 12 anos para o trabalho e proibiu o trabalho noturno e em minas de subsolo.
Entre 1930 e 1943 ocorreu a fase de institucionalização ou oficialização do Direito do Trabalho, momento em que ocorreu intensa atividade administrativa e legislativa do Estado, com a repressão ao movimento operário e criação de minuciosa legislação, inserindo um novo modelo do sistema justrabalhista. Desse período, destaca-se a criação, por Getúlio Vargas, do Ministério do Trabalho, Indústria e Comércio e a promulgação, em 1934, de uma nova Constituição, a primeira a elevar os direitos trabalhistas ao status constitucional (como jornada de oito horas, repouso semanal, salário mínimo e outros).
Com o Decreto-Lei 5.452 de 1943, houve a aprovação da Consolidação das Leis do Trabalho - CLT, oportunidade em que os contratos de trabalho passaram a sofrer maiores limitações, pois a vontade das partes, como já vinha acontecendo, passou a ser mitigada por normas..
Novos direitos trabalhistas foram positivados na Constituição de 1946, tais como o direito de greve, o repouso semanal remunerado e outros. Percebe-se que a proteção da parte vulnerável do contrato de trabalho vai sendo cada vez mais intensificada..
A Constituição de 1967 manteve os direitos trabalhistas já estabelecidos, mas em 1969, com a Emenda Constitucional 1, foi proibido o direito de greve para o Serviço Público e atividades essenciais..
A Constituição de 1988 promoveu importante transformação na estrutura dos contratos de trabalho, pois priorizou o conceito coletivo e social em detrimento do conceito individualista e privatista, garantindo a dignidade da pessoa humana..
Por fim, tem-se a Lei 13.467/17, que promoveu a Reforma Trabalhista mais significativa da história e, ao contrário do que vinha ocorrendo até então, impôs uma série de prerrogativas para os empregadores e retirou direitos dos trabalhadores (conforme será demonstrado oportunamente).

## Modificações da Reforma Trabalhista de 2017
A Reforma Trabalhista de 2017, Lei nº 13.647/2017, no Brasil, foi sancionada no dia 13 de julho de 2017 e entrou em vigor 120 (cento e vinte) dias após sua publicação, ou seja, em 11 de novembro de 2017.
Nas palavras de Godinho "No contexto da derrubada, em 2016, do governo democraticamente eleito em fins de 2014, deflagrou-se no Brasil uma série de reformas jurídicas direcionadas a implementar o projeto ultraliberalista de Estado Mínimo, com a privatização de riquezas e instituições públicas, a restrição de políticas públicas de caráter social e o impulso a medidas diversificadas de favorecimento unilateral do poder econômico."
Essa lei trouxe profundas alterações na Consolidação das Leis Trabalhistas (“CLT”), na Lei nº 6.019/1974 (que dispõe sobre o trabalho temporário), na Lei nº 8.036/1990 (que dispõe sobre as regras do FGTS) e na Lei nº 8.212/1991 (que dispõe organização da seguridade social).
Em um contexto geral, a Reforma Trabalhista de 2017 trouxe inovações em 3 planos do Direito Trabalhista: Direito Individual do Trabalho, Direito Coletivo do Trabalho e Direito Processual do Trabalho.
Para Godinho, "No plano do Direito Individual do Trabalho, as inovações eliminaram, desregulamentaram ou flexibilizaram diversas parcelas trabalhistas, de maneira a diminuir, significativamente, o valor do trabalho na economia e na sociedade e, em decorrência, o custo trabalhista para o poder econômico. Embora se fale, eufemisticamente, em simplificação, desburocratização, racionalização e modernização, além da busca de maior segurança jurídica no contexto da relação empregatícia, o fato é: as inovações, em sua vasta maioria, debilitam, direta ou indiretamente, os direitos e garantias trabalhistas."
Entre os pontos diretamente ligados ao contrato de trabalho e que foram diretamente questionados pelos doutrinadores, pode-se destacar:
- Criação do "Contrato de Trabalho Intermitente", por meio dos artigos 442-A, 452-A até 452-H da CLT
- Alteração do artigo 477 da CLT, que retirou a obrigatoriedade de homologação de pedido de demissão ou recibo de quitação de rescisão do contrato de trabalho, firmado por empregado com mais de 1 (um) ano de serviço, perante o Sindicato representativo do empregado ou perante a autoridade do Ministério do Trabalho e Previdência Social.
- Novo Artigo 477-A da CLT que equiparou as demissões coletivas ou plúrimas às demissões individuais, alterando entendimento firmado pelo TST sobre a necessidade de autorização prévia de entidade sindical ou de celebração de convenção coletiva ou acordo coletivo de trabalho para sua efetivação.

O Contrato de Trabalho Intermitente, que possui tópico próprio, foi assim definido pelo artigo 443 § 3º da CLT:
“Considera-se como intermitente o contrato de trabalho no qual a prestação de serviços, com subordinação, não é contínua, ocorrendo com alternância de períodos de prestação de serviços e de inatividade, determinados em horas, dias ou meses, independentemente do tipo de atividade do empregado e do empregador, exceto para os aeronautas, regidos por legislação própria.”
Esse contrato, necessariamente celebrado por escrito, que reduz as seguranças ao trabalhador com relação à efetiva duração do trabalho prestado, e não traz garantias da efetiva remuneração a ser recebida (Artigo 452-A da CLT), causou controvérsia entre os doutrinadores brasileiros do Direito do Trabalho.
Para o doutrinador Maurício Godinho, esse novo tipo de contrato de trabalho foi uma forma de afastar ou restringir as garantias trabalhistas, afirmando que:
“O novo contrato de trabalho intermitente, conforme se pode perceber, inscreve-se entre as mais disruptivas inovações da denominada reforma trabalhista, por instituir modalidade de contratação de trabalhadores, via CLT, sem diversas das proteções, vantagens e garantias estruturadas pelo Direito do Trabalho.”.
No que diz respeito à homologação de pedido de demissão ou recibo de quitação de rescisão do contrato de trabalho temos que antes do advento da Lei nº 13.467/2017 (Lei da Reforma Trabalhista), o artigo 477 da CLT, no seu parágrafo primeiro, determinava que as rescisões dos contratos de trabalho dos empregados com mais de um ano de tempo de trabalho, obrigatoriamente, deveriam ser homologadas pelo sindicato profissional.
Após a vigência da referida Lei, tal obrigatoriedade foi revogada e, a partir de então, os empregadores podem realizar a rescisão na própria empresa na qual o empregado trabalhou, não sendo obrigatória a assistência do sindicato.
A alteração do art. 477 da CLT foi justificada como uma forma de simplificação do procedimento rescisório.
Entretanto, para os críticos dessa alteração, a mudança da Lei retirou uma das principais formas de contato do sindicato ao empregado, dificultando que os sindicatos conheçam de perto a situação dos trabalhadores demitidos nos mais diversos estabelecimentos empresariais no território nacional.  
Além disso, no entendimento de Mauricio Godinho e Gabriela Neves Delgado, em seu livro a Reforma Trabalhista no Brasil, o trabalhador médio brasileiro, com baixo conhecimento técnico-jurídico ficará desamparado no que diz respeito ao reconhecimento de direitos suprimidos:
“Além disso, o fim da assistência administrativa exacerba a lancinante distância de conhecimento técnico-jurídico, no contexto rescisório, entre o staff trabalhista das empresas e o trabalhador isoladamente considerado, com franco prejuízo a esta pessoa humana no tocante a seus direitos individuais e coletivos trabalhistas.
Se não bastasse, a medida pulveriza o universo dos trabalhadores das distintas categorias profissionais, acanhando, inclusive, as suas possibilidades de acesso à justiça após a deflagração do desemprego.
O novo art. 477-A da Consolidação das Leis do Trabalho por sua vez, justificada como uma forma de simplificação do procedimento rescisório e como uma forma de liberdade ao empresário na realização de suas atividades econômicas, posto que ao  equiparar as dispensas imotivadas individuais (envolvendo trabalhadores isolados) e plúrimas (as que envolvem grupos pequenos de trabalhadores) às dispensas de natureza coletiva (isto é, dispensas massivas de trabalhadores) retirou a necessidade de autorização prévia da entidade sindical obreira ou de celebração de documento coletivo negociado (ACT ou CCT) para a sua efetivação.
A necessidade de autorização prévia, prevista pelo Tribunal Superior Tribunal do Trabalho na Seção de Dissídios Coletivos em julgamento ocorrido em agosto de 2009, no RODC n. 309/2009-0000-1 5-00.4, cuja intenção era a de minimizar os inegáveis danos gerados aos empregados e a economia local das regiões dos trabalhadores demitidos, era amparada em princípios do Direito do Trabalho como da valorização do trabalho e emprego e o princípio da subordinação da propriedade à sua função social, conforme reconhece o doutrinador Maurício Godinho Delgado.
Para o mesmo doutrinador essa alteração trata-se de desrespeito aos princípios e normas constitucionais, entendendo ainda que as alterações realizadas “apenas demonstra a compulsão da Lei n. 13.467/201 7 no sentido de enxergar, no mundo do trabalho, estritamente os interesses unilaterais dos empregadores.”

## Contrato de Trabalho
O contrato de trabalho no Brasil é conceituado no art. 442 da CLT como sendo “o acordo tácito ou expresso, correspondente à relação de emprego”. Esse conceito é criticado pela doutrina sob o argumento de que o contrato não corresponde à relação de emprego, mas cria esta relação jurídica. A relação jurídica, por sua vez, é o vínculo que impõe a subordinação do prestador de serviços ao empregador, detentor do poder diretivo. Como se vê, a relação jurídica se estabelece entre os sujeitos de direito, e não entre o sujeito e objeto , pois ela só existe entre pessoas.
Verifica-se portanto que a relação jurídico trabalhista estabelece, por força de lei (art. 2º e 3º da CLT), a posição de poder de uma pessoa e a respectiva posição de dever de outra, para a tutela de um interesse, ou seja, o valor relativo que um determinado bem representa para o sujeito.
A partir disso Alice Monteiro de Barros propõe o seguinte conceito: “(...)o acordo de trabalho é o acordo expresso (escrito ou verbal) ou tácito firmado entre uma pessoa física (empregado) e outra pessoa física, jurídica ou entidade (empregador), por meio do qual o primeiro se compromete a executar, pessoalmente, em favor do segundo um serviço de natureza não eventual, mediante salário e subordinação jurídica.(...)” 
Os contratos de trabalho possuem uma variedade de classificação, vindo a ser esse um dos principais focos de discussão dos doutrinadores trabalhistas sobre o assunto.
Um dos mais entendimento mais completos que temos pode ser retirado dos ensinamento de Alice Monteiro de Barros que entendeu que esses contratos  podem ser classificados quanto à forma de celebração, escritos ou verbais; quanto à regulamentação, em comum e especiais; quanto ao local da prestação de serviços, no estabelecimento do empregador, externamente e no domicílio do empregado; quanto ao consentimento, em expresso ou tácitos; quanto à qualidade do trabalho, em manual, técnico ou intelectual; quanto aos sujeitos, em contrato individual e contrato de equipe; quanto ao modo de remuneração, por unidade de tempo, por unidade de obra ou misto; quanto à duração, o contrato pode ser determinado e indeterminado.

### Contrato Individual
De acordo com o Artigo 442 da CLT,  "Contrato individual de trabalho é o acordo tácito ou expresso,correspondente à relação de emprego", em outras palavras, é o ajuste de vontades pelo qual uma pessoa física (empregado) se compromete a prestar pessoalmente serviços subordinados, com determinada continuidade, a outrem (empregador), mediante o pagamento de salário.
Temos ainda que contrato individual de trabalho poderá ser acordado tácita ou expressamente, verbalmente ou por escrito, por prazo determinado ou indeterminado, ou para prestação de trabalho intermitente, nos termos do artigo 443 da CLT.  
Contrato individual de trabalho, em resumo, é aquele que tem um único empregado no polo ativo da relação jurídica formada.
Para Délio Maranhão o contrato de trabalho individual é todo aquele pelo qual uma pessoa se obriga a uma prestação de trabalho em favor de outra, define que esse “É o negócio jurídico de direito privado pelo qual uma pessoa física (empregado) se obriga à prestação pessoal, subordinada e não eventual de serviço, colocando sua força de trabalho à disposição de outra pessoa, física ou jurídica, que assume os riscos de um empreendimento econômico (empregador) ou de quem é a este, legalmente equiparado, e que se obriga a uma contraprestação (salário)”. Com esta posição concorda Octávio Magano.

### Contrato de equipe ou plúrimo
Contrato de equipe ou plúrimo são os contratos de trabalho em que comparece mais de um trabalhador no polo ativo da relação empregatícia pactuada, sendo aquele “firmado por um grupo de empregados, que se reúnem espontaneamente para realização de um serviço comum e afim, sendo que o trabalho só se efetiva mediante os esforços de todos os membros da equipe”.
O doutrinador Délio Maranhão define esse tipo de contrato como um “feixe de contratos individuais”, posto que o contrato de equipe ou plúrimo é formado por contratos individuais de trabalho autônomos e independentes, anotado de maneira individual na CTPS dos trabalhadores.
A causa da formação do contrato vincula-se à presença de uma unidade laborativa entre os trabalhadores contratados, que se apresentam ao tomador como se fossem um todo unitário. Nessa acepção, os contratos plúrimos não se distinguiriam dos contratos de equipe.
Concordando com essa posição o doutrinador Maurício Godinho, que também entende o contrato plúrimo como sinônimo de contrato de equipe, define esses contratos como “aquele que tem mais de um ou diversos obreiros no polo ativo dessa mesma relação”.
Há referências doutrinárias, entretanto, diferenciando contrato plúrimo de contrato de equipe.
Na primeira modalidade (contrato plúrimo), inexistiria “unidade de interesse jurídico” entre os empregados contratados, que se vinculariam por meio de pactos específicos ao tomador de serviços. O conjunto de trabalhadores não se reuniria por laços hábeis a formar um todo unitário e específico em face do empregador.
Já na segunda modalidade (contrato de equipe), os empregados manter-se-iam vinculados ao empregador por uma unidade indissociável de interesses, formando uma relação jurídica única, tendo por sujeito o próprio grupo”.
O próprio Godinho afasta esse entendimento:
“Há problemas, contudo, no tocante ao posicionamento doutrinário exposto. É que, no Direito brasileiro, há inegável silêncio normativo acerca da modalidade plúrima de contratos empregatícios em geral e, inclusive sobre o chamado contrato de equipe (se se considerar válida a distinção entre as figuras). Esse silêncio tem levado a jurisprudência a considerar que os contratos plúrimos não receberam regência normativa especial no País hábil a lhes conferir estrutura, dinâmica e efeitos próprios, distintos daqueles característicos dos chamados contratos individuais de trabalho. A ordem jurídica pátria ter-lhes-ia atribuído o caráter de mero conjunto de contratos individuais entre cada empregado e o empregador comum, embora seja inquestionável que os objetos de tais contratos vincular-se-iam em conexão orgânica, sendo que a própria prestação de trabalho somente ganharia sentido se efetuada em harmônica integração. Nesse quadro normativo e jurisprudencial, ainda que haja apenas um único instrumento de contrato, formar-se-iam relações jurídicas empregatícias específica entre cada obreiro e o empregador comum, podendo desse modo, cada um deles demandar individualmente o empregador. É o que ocorreria por exemplo, com os músicos integrados de uma orquestra vinculada estruturalmente a um clube de dança.”.

### Contrato por tempo Indeterminado
Os contratos de trabalho podem ser classificados em contratos por tempo indeterminado e determinado (art. 443 da CLT).
Os contratos por tempo indeterminado são contratos os quais não se tenha prefixado termo extintivo. Esses contratos mantém uma duração indefinida ao longo do tempo.
A CLT especificou apenas os contratos por tempo determinado, sendo a regra geral, a de que eles sejam por tempo indeterminado. Assim, caso seja reconhecido a existência de relação de emprego, será presumido que a relação formada é por tempo indeterminado, cabendo ao empregador comprovar seu término (Súmula 212 do TST).
Os contratos por tempo indeterminado tendem a serem mais benéficos ao trabalhador. Delgado, elenca os seguintes efeitos como mais benéficos ao empregado por tempo indeterminado: efeitos gerados quando da interrupção/suspensão do contrato; das garantias especiais de emprego e estabilidade; e o número de parcelas rescisórias que incidirão na ruptura do contrato.
- Interrupção/suspensão do contrato: No caso de ocorrer a interrupção/suspensão do contrato, o contrato já formado será mantido. De certa forma, isso inviabiliza a dispensa pelo empregador (até o fim da suspensão/interrupção).
- Estabilidade e garantias de emprego: O contrato de trabalho indeterminado assegura ao empregador todas as garantias especiais de emprego. São consideradas garantias especiais as garantias dadas ao dirigente sindical, do cipeiro, do direito de cooperativa obreira, da gestante, acidentado, etc. Essas garantias impedem a dispensa arbitrária pelo empregador. Delgado[4], em seu livro, afirma que a jurisprudência tem se inclinado para entender que algumas dessas garantias não obriga o empregador a proceder com a reintegração do empregado ao quadro de serviços, caso ocorra a dispensa arbitrária. No entanto, elas ainda garantem a indenização relativa ao período da garantia.
- Efeitos Rescisórios: Em caso de rescisão do contrato, os contratos por tempo indeterminado estabelecem mais verbas rescisórias do que os por tempo determinado. Dentre elas, estão a do aviso-prévio (acrescidas do disposto na Súmula 182 do TST e acréscimos conforme determinado pela Lei 12.506/2011 ); 40% de indenização adicional sobre o saldo do FGTS (conforme Lei n. 8.036/90); e a indenização adicional do art. 9º da Lei 7.238/84, se for o caso.

As parcelas rescisórias devidas nos contratos de duração indeterminada são mais amplas do que as dos contratos determinados. Elas ainda podem sofrer um aumento em razão da projeção do contrato pelo aviso-prévio.
O motivo da ruptura do contrato pode alterar também quais serão os efeitos rescisórios. Pois cada motivo de ruptura enseja uma modalidade específica de extinção contratual. E essas modalidades possuem maior ou menor número de parcelas que deverão ser pagas pelo empregador ao empregado.
Delgado elenca cinco modalidades de extinção dos contratos por tempo indeterminado, sendo elas:
- Dispensa arbitrária (despedida sem justa causa): Essa modalidade de ruptura, assim como a ruptura do contrato por infração empresarial (rescisão indireta), incorpora o maior número de verbas rescisórias trabalhistas.
- Pedido de demissão: Em caso de pedido de demissão pelo empregado, este receberá uma quantidade menor de verbas rescisórias. São devidos ao empregado demissionário: 13º proporcional e férias proporcionais com 1/3. (Súmulas 261 e 328 do TST); caso não o faça, o empregado não tem direito à indenização por aviso-prévio; o saldo do FGTS não será liberado ao empregado demissionário e este também não receberá 40% sobre o saldo do FGTS; o empregado demissionário perderá as garantias especiais do emprego, caso tenha; não receberá seguro-desemprego.
- Dispensa por justa causa: Nessa modalidade o empregado não tem direito a recebimento de qualquer parcela rescisória, sendo feito apenas o pagamento dos valores já auferidos que ainda estejam pendentes.
- Dispensa por infração empresarial (rescisão indireta): Equipara-se a modalidade de dispensa arbitrária.
- Extinção do estabelecimento: A extinção do estabelecimento ou extinção da empresa, é uma modalidade que também se equipara à dispensa arbitrária. Conforme Delgado[5] aduz em seu livro, a equiparação a dispensa arbitrária decorre da aplicação do princípio da assunção dos riscos do empreendimento pelo empregador (artigo 2º da CLT e Súmula 44 do TST) e também de previsão legal expressa nesse sentido (artigos 497 e 498 da CLT).

### Contrato por tempo determinado
Conforme visto anteriormente, a regra geral no Direito do Trabalho são os contratos por tempo indeterminado. Assim, os contratos por tempo determinado, isto é, aqueles que têm um termo extintivo prefixado, constituem-se exceções, podendo ser celebrados apenas em hipóteses legais específicas. 
O parágrafo segundo do artigo 443 da CLT prevê as hipóteses em que esse tipo de contrato será válido, quais sejam: (i) quando se tratar de serviço cuja natureza ou transitoriedade justifique a predeterminação do prazo; (ii) no caso de atividades empresariais de caráter transitório; (iii) ou em contrato de experiência. Essa última hipótese tem sido a mais comum na realidade brasileira, o que, segundo Delgado, pode decorrer da falta de especificação desta figura (contrato de experiência), pois, desse modo, é possível, à princípio, enquadrar qualquer tipo de relação de emprego nesta categoria.
Além dessas hipóteses, é possível citar os contratos de tempo determinado tipificado por legislação diferente da CLT, como os contratos de atleta profissional de futebol. Nesse caso, buscou-se uma alternativa à indeterminação para alcançar melhores condições de pactuação. Nesses casos, em geral, como os atletas tendem a ampliar suas habilidades técnicas e seu prestígio no mercado ao longo do tempo, é vantajoso permitir uma repactuação completa das cláusulas contratuais.
Por fim, cabe mencionar uma quinta hipótese trazida pela Lei 9.601/98, que é o contrato provisório, que não se sujeita às restrições trazidas pelo artigo 443 da CLT. Segundo Delgado, esse último tipo apresenta restrição ainda maior de direitos, do que comparados com as hipóteses legais previstas no artigo 443 da CLT.
Por serem exceções à regra geral, os contratos de duração prefixada estão sujeitos a lapsos temporais rígidos e curtos em geral, sendo submetidos a regras rigorosas, sobretudo no que se refere à prorrogação contratual ou à sucessividade com outro contrato de mesma natureza. Não respeitadas as regras, desnatura-se o contrato a termo, tornando-o indeterminado para todos os efeitos legais.
Existem três meios para a fixação do termo final do contrato, de acordo com o parágrafo primeiro do artigo 443. São eles: (i) o termo prefixado, quando há um critério  estritamente cronológico, como nos contratos de experiência; (ii) execução de serviços especificados, quando o contrato finda-se com o esgotamento do objeto central deste; e (iii) realização de certo acontecimento suscetível de previsão aproximada, que não se funda na precisão da obra ou do serviço pactuado, como nos contratos de safra, por exemplo.
As parcelas rescisórias em favor do empregado são mais restritas nos contratos por tempo determinado, quando comparadas com as dos por tempo indeterminado, variando também conforme o tipo de ruptura contratual. As principais modalidades de ruptura contratual são: (i) a extinção normal, que ocorre quando o prazo fixado é cumprido; (ii) extinção anormal, quando a dispensa é feita de forma antecipada pelo empregador de maneira unilateral, quando o empregado pede demissão de forma antecipada de maneira unilateral; (iii) extinção anormal quando há pedido de dispensa ou demissão e no contrato há uma cláusula que assegura direitos recíprocos de antecipação rescisória.

### Contrato Temporário de Trabalho
A Lei nº 6.019/74 criou a figura do trabalho temporário no Brasil. Buscou-se através dessa lei criar tipicidade específica ao trabalhador temporário, diferente dos trabalhadores a termo (Artigo 443 e seguintes da CLT).
No trabalho temporário, temos uma relação trilateral entre: empresa de trabalho temporário; trabalhador temporário; e empresa tomadora de serviços.
O trabalhador temporário não pode ser confundido com o trabalhador a prazo. O trabalhador temporário é vinculado a uma empresa de trabalho temporário (empresa que tem como atividade colocar à disposição de outras empresas, temporariamente, seus trabalhadores). O trabalhador temporário tem seu regime definido pela Lei nº 6.019/74, enquanto o trabalhador a prazo é regido pelas regras gerais da CLT, em específico, os Artigos 443 e 445 do referido código.
A Lei nº 6.019/74, em seu artigo 2º, estabeleceu duas hipóteses que autorizam a empresa tomadora de serviços a contratar uma empresa de trabalho temporário, a de situação transitória de substituição de pessoal permanente ou à demanda complementar de serviço. A primeira hipótese, visa permitir que a empresa substitua seus empregados que estão fora do trabalho por algum motivo temporário (férias, licença-maternidade, etc). A segunda hipótese, se dá quando a empresa tomadora de serviços tem aumento significativo na sua necessidade de produção  ou necessidade de prestação de serviços. Importante ressaltar que o desaparecimento da razão que permitiu a contratação do trabalho temporário gera a interrupção da possibilidade de contratação do trabalhador temporário.
Para caracterização do trabalho temporário é necessário que exista um contrato escrito, não sendo possível ser reconhecido essa modalidade por meio de acordo tácito ou verbal. Caso essa exigência não seja cumprida, haverá uma descaracterização do trabalho temporário.
O trabalho temporário também possui limite temporal, uma vez que o prazo máximo de utilização do trabalhador temporário pela empresa tomadora de serviços é de três meses. Caso seja ultrapassado esse prazo, descaracteriza-se a figura do trabalho temporário.
Os direitos do trabalhador temporário estão elencados no artigo 12 da Lei 6.019/74:
Artigo 12 - Ficam assegurados ao trabalhador temporário os seguintes direitos:
a) remuneração equivalente à percebida pelos empregados de mesma categoria da empresa tomadora ou cliente calculados à base horária, garantida, em qualquer hipótese, a percepção do salário mínimo regional;
b) jornada de oito horas, remuneradas as horas extraordinárias não excedentes de duas, com acréscimo de 20% (vinte por cento);
c) férias proporcionais, nos termos do artigo 25 da Lei nº 5.107, de 13 de setembro de 1966;
d) repouso semanal remunerado;
e) adicional por trabalho noturno;
f) indenização por dispensa sem justa causa ou término normal do contrato, correspondente a 1/12 (um doze avos) do pagamento recebido;
g) seguro contra acidente do trabalho;
h) proteção previdenciária nos termos do disposto na Lei Orgânica da Previdência Social, com as alterações introduzidas pela Lei nº 5.890, de 8 de junho de 1973 (art. 5º, item III, letra "c" do Decreto nº 72.771, de 6 de setembro de 1973).

### Contrato Intermitente - Eventual
A figura do contrato intermitente foi inserida na legislação trabalhista por meio da Lei 13.467/17, com a alteração do artigo 443 da CLT, que passou a incluir no final de seu caput a possibilidade de contratação individual de trabalho "para prestação de trabalho intermitente". 
No parágrafo terceiro, também inserido pela reforma, há a definição dessa modalidade: "§ 3o  Considera-se como intermitente o contrato de trabalho no qual a prestação de serviços, com subordinação, não é contínua, ocorrendo com alternância de períodos de prestação de serviços e de inatividade, determinados em horas, dias ou meses, independentemente do tipo de atividade do empregado e do empregador, exceto para os aeronautas, regidos por legislação própria.”
De acordo com Delgado, esse novo contrato de trabalho intermitente institui modalidade de contratação sem diversas das proteções e vantagens garantidas aos trabalhadores pelo Direito do Trabalho, no tocante à jornada de trabalho, salário, trazendo, assim, maior insegurança para os trabalhadores. Isso porque, entre outros fatores, nesta modalidade, há uma relação direta entre o trabalho prestado e o salário que é devido pelo empregador, o que mitiga algumas garantias dos contratos padrões de emprego, como os intervalos, descansos remunerados entre outras.

### Contrato Home Office
O contrato de trabalho na modalidade “home office” entrou em vigor em novembro de 2017, com a vigência da Lei 13.467. Constata-se que a definição desta espécie de trabalho está expressa no art. 75 - B, da mencionada Lei, nos seguintes termos: “considera-se teletrabalho a prestação de serviços preponderantemente fora das dependências do empregador, com a utilização de tecnologias de informação e de comunicação que, por sua natureza, não se constituam como trabalho externo”. 
Assim, observa-se que o elemento fundamental para a constituição desta relação de trabalho é que a pessoa exerça função adversa do trabalho externo, ainda que o seja realizado em ambiente estranho às dependências do empregador. Evidencia-se também que para a realização desta forma de trabalho é necessário consentimento do empregado e do empregador, que poderão novamente modificar a forma de trabalho através do aditivo contratual, em transição de no mínimo 15 dias.
Nos moldes do art. 75 - C, da CLT, o contrato deve ser expresso, no que tange às atividades prestadas pelo empregado, sendo-lhe ideal estipular as responsabilidades das partes envolvidas. Isso é um aspecto que interessa a ambos os envolvidos, posto que os gastos para realização do trabalho fora do espaço do empregador pode causar contendas. Nesse aspecto, nota-se que a remuneração do empregado não compreende a concessão de utilidades para que a atividade seja desempenhada.
Mister relatar que o empregado na modalidade home office tem direito às férias normalmente, podendo-lhes serem aproveitadas em até três períodos.
Finda-se que o home office é uma forma de flexibilização da modalidade de trabalho, frente aos percalços, facilmente constatados nas grandes cidades, que dificultam o bom desempenho dos empregados.

## Vícios e Nulidades do Contrato de Trabalho
À priori, observa-se que o contrato de trabalho é um negócio jurídico firmado tácita ou expressamente entre pessoas, em que, aquele que se submete ao acordo, compromete-se a prestar serviço para outrem.
Assim, sabe-se que, como negócio jurídico, o contrato de trabalho está subordinado ao art. 166, do Código Civil, para aferição da validade dele. Nos moldes do citado artigo, vê-se que são requisitos para apreensão de sua validade o seguinte:
Art. 166. É nulo o negócio jurídico quando:
I - celebrado por pessoa absolutamente incapaz;
II - for ilícito, impossível ou indeterminável o seu objeto;
III - o motivo determinante, comum a ambas as partes, for ilícito;
IV - não revestir a forma prescrita em lei;
V - for preterida alguma solenidade que a lei considere essencial para a sua validade;
VI - tiver por objetivo fraudar lei imperativa;
VII - a lei taxativamente o declarar nulo, ou proibir-lhe a prática, sem cominar sanção.
Desta maneira, em caso de constatação da nulidade, a regra geral civilista, nos termos do art. 182, do Código Civil, impõe a restituição das partes ao estado originário antes da celebração do negócio jurídico viciado. Por meio da inteligência do citado artigo, percebe-se que em caso de relação viciada, o ordenamento brasileiro busca a resolução do vínculo através de sua extinção, com a sua consequente indenização.
Contudo, mencionado entendimento não pode ser aplicado ao Direito do Trabalho, no Brasil, pois a lógica determinada pelo art. 182, do Código Civil, encontra forte impedimento fático e jurídico, segundo os princípios basilares que regem a CLT.
Nesse sentido, depreende-se que são três objeções à aplicação da compreensão civilista nas relações de trabalho, quais sejam, a) Impossibilidade de Restituição do Trabalho; b) Reconhecimento do Trabalho como valor social; c) Enriquecimento Ilícito daquele que explorou o trabalho de outrem.
Dessa forma, percebe-se que, diferentemente da relação civilista, o vínculo de trabalho não deve ser resolvido através da extinção dele, mas sim pela efetivação dos direitos trabalhistas, como forma de compensação pelo exercício desempenhado pelo trabalhador.
Analisando-se o que ocorre na prática da sociedade brasileira, vê-se que a necessidade da obtenção de remuneração para subsistência própria, obriga o trabalhador a se submeter a situações viciadas de trabalho, o que não pode eximir o empregador de cumprir com as suas obrigações contratuais (direitos do trabalhador).
Aprofundando nas nulidades contratuais de trabalho, nota-se a existência de diferentes graus de constituição do vício, que se separam em nulidade relativa e nulidade absoluta.
Nesse sentido, vê-se que a nulidade absoluta é aquela que pode ser sanada de ofício pelo juiz ou pelas partes, tendo seus efeitos retroagidos e corrigindo a falha contratual desde o início de sua vigência.
Por sua vez, a nulidade relativa somente pode ser sanada via requerimento das partes, sendo as correções eficazes a partir da decisão judicial que decretar a nulidade.
Observa-se que a nulidade imposta pela celebração do contrato de trabalho com pessoa absolutamente incapaz, nos moldes do Código Civil, não interfere nos efeitos dos termos contratados, sendo consequência a interrupção forçada da continuidade do trabalho. Isso porque o art. 403, da CLT, veda a contratação para trabalho de menor de dezesseis anos.
Continuando, depreende-se que para a validade do contrato de trabalho, é necessário que o objeto da atividade seja lícito, o que causa divergência na doutrina acerca das consequências do oposto à normalidade. Ou seja, caso haja um contrato de trabalho que envolva ato ilícito, é importante se observar separadamente qual é a função desempenhada pelo empregado.
A corrente majoritária na doutrina e jurisprudência, a respeito da imprecisão narrada acima, é que caso a atividade desempenhada pelo empregado seja lícita, o contrato de trabalho não será nulo e ele terá os seus direitos assegurados.
Entretanto, há quem entenda ser necessária a análise da boa-fé do trabalhador, o que se identifica pela ciência ou não da ilicitude do objeto, para o qual ele contribui.

Por fim, evidencia-se que o trabalho ilícito não se confunde com o trabalho irregular, sendo, este, a prevalência de relação fática que carece de requisitos especiais impostos por lei. Um exemplo atual e recorrente do trabalho irregular é aquele desempenhado pelos imigrantes, tendo em vista que esta relação, em conformidade com o Estatuto do Estrangeiro, obriga a comprovação de visto especial para trabalho, o que, na maioria dos casos, não ocorre. Entretanto, percebe-se que a não constituição dos direitos destes trabalhadores seria considerado um afronto aos princípios constitucionais.